# Erzsébet orosz cárnő
Erzsébet (oroszul: Императрица Елизаве́та Петро́вна Романова, magyaros átírásban: imperatrica Jelizaveta Petrovna Romanova; Kolomenszkoje, 1709. december 29. – Szentpétervár 1762. január 5.) a Romanov-házból származó orosz nagyhercegnő, I. Péter cár és I. Katalin cárnő leánya, Oroszország császárnője 1741-től 1762-ben bekövetkezett haláláig. Kora egyik legjelentősebb uralkodójaként tartják számon.
Erzsébet uralkodása alatt vettek részt az oroszok az osztrák örökösödési (1740–1748) és a hétéves háborúban (1756–1763) is. Regnálása alatt az Orosz Birodalom katonai ereje tovább nőtt, emellett támogatta az orosz tudományokat és a művészetet egyaránt. Mihail Vasziljevics Lomonoszovval megalapította a Moszkvai Állami Egyetemet, Francesco Bartolomeo Rastrelli építésszel pedig fényűző palotákat építtetett, továbbá kibővítette a Katalin-palotát és megkezdte a Téli Palota építését is. Népszerűségét tovább növelte, hogy uralkodása alatt egyetlen egy személyt sem végeztek ki, ez tudatos felvilágosult politikájának egyik programja volt.

## Útja a trónig
Erzsébet 1709-ben született I. Nagy Péter cár és Katyerina Alekszejevna cárné második életben maradt lányaként. Édesapja halála után édesanyja lépett az orosz trónra, I. Katalin néven. Mivel szüleinek nem voltak fiai, nénje pedig egy külföldi herceghez ment feleségül, I. Katalin uralkodása alatt Erzsébet számított a trón örökösének. Még édesapja uralkodása alatt eljegyezték őt Károly Auguszt holstein-gottorpi herceggel, azonban a herceg az eljegyzés után pár nappal meghalt.
I. Péter cár törvénye értelmében mindig az orosz uralkodó jelölte ki utódját, így amikor I. Katalin 1727 elején súlyos beteg lett, Erzsébetet akarta megtenni örökösének. A közvélemény azonban Erzsébet unokaöccsét, Pjotr Alekszejevicset támogatta. Felmerült az ötlet, hogy Pjotr Alekszejevicsnek és Erzsébetnek össze kellene házasodnia, azonban Mensikov, Katalin befolyásos segédje meggyőzte a cárnőt, hogy Pjotr Alekszejevics az ő lányát vegye el. 1727. május 6-án meghalt Katalin, anélkül, hogy kijelölte volna utódját.

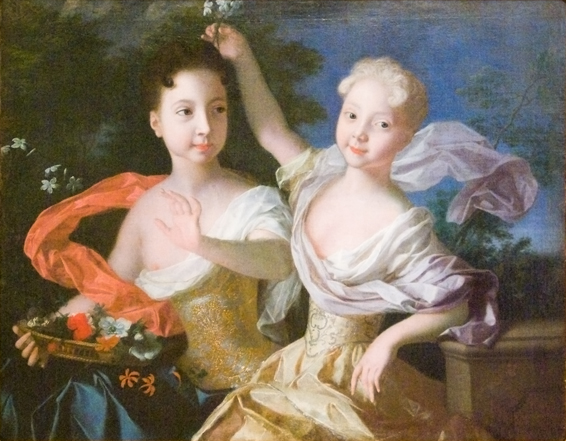
Anna és Erzsébet, I. Péter leányai

A közvélemény támogatásával Pjotr Alekszejevics lett az új uralkodó, II. Péterként. II. Péter uralkodása alatt hatalmas befolyással bírt Alekszandr Danyilovics Mensikov, aki mellett Erzsébet viszonylag nagy hatalmat élvezett. Péter három évnyi uralkodás után, 1730-ban hunyt el, ám a Golicinok és Dolgorukovok (Mensikov nagy ellenségei) vezette Legfelső Titkos Tanács törvénytelen gyermeknek nyilvánította Erzsébetet, mondván hogy a szülei nem voltak még összeházasodva a születésekor (I. Péter 1707-ben titokban elvette feleségül ugyan Katalint, de a házasságot csak 1712-ben hozták nyilvánosságra). A trónra így V. Iván lánya, Anna lépett.
Anna uralkodása alatt Erzsébet beleszeretett a cári kápolna kántorába, Alekszej Grigorjevics Razumovszkijba, akihez állítólag 1742-ben feleségül ment. Nem tudni, hogy Erzsébetnek született-e gyermeke. Anna cárnő politikájának ellenzői mind Erzsébet körül csoportosultak, ráadásul a hadsereg magas rangú tisztjei is Erzsébetet támogatták, így a gyermektelen Anna félni kezdett tőle. Unokaöccsét, Ivan Antonovics braunschweig-lüneburgi herceget nevezte meg utódjaként, Erzsébetet pedig feleskette az újszülött Ivánra.
1740 októberében meghalt Anna, az új cár Ivan Antonovics lett édesanyja, Anna Leopoldovna mecklenburg-schwerini hercegnő régenskedése alatt. Anna Leopoldovna nem törődött a kormányzással, a valódi hatalom Minnih gróf kezében volt. Az elégedetlenkedő katonaság Erzsébetet akarta trónra ültetni, és a nagyhercegnőt 1741 novemberében összeesküvéssel vádolták meg, de Erzsébet mindent tagadott. Anna Leopoldovna felmentette Erzsébetet, de parancsot adott a katonaságnak a főváros elhagyására. Erzsébet, aki attól tartott, hogy kolostorba kényszerítik, 1741. december 6-án, éjjel a Preobrazsenszkij gárda élére állt és elfogatta Anna Leopoldovnát.
Ezzel vége szakadt VI. Iván alig egy évig tartó uralkodásának. Családját őrizetbe vették, majd Szibériába száműzték, őt magát pedig a Schlüsselburg erődbe vitték. 1764-ben halt meg, amikor egy szökési kísérlet során megölték.

## Uralkodása
Erzsébet 1741. december 6-án (a régi naptár szerint november 25-én) került Oroszország trónjára. Uralkodása eleje azzal telt, hogy megpróbálta legitimizálni származását. I. Péter politikáját szándékozott követni, jelezve, hogy ő az „apja lánya”. A cárnő ugyan igyekezett jó viszonyt kialakítani az egyházzal, de 1742-ben, moszkvai koronázásán kivette a koronát a novgorodi metropolita kezéből, és maga helyezte a fejére, ezzel hangsúlyozva egyeduralmát. Az egyházi birtokokat rövid időre ismét a Szent Szinódus kezelte, azonban 1756-ban újból világi kézre kerültek.
1742-ben unokaöccsét, Károly Péter holstein-gottorpi herceget tette meg örökösének, és feleségül adta hozzá Zsófia Auguszta anhalt-zerbsti hercegnőt. A párnak 1754-ben született meg első gyermeke, Pavel Petrovics nagyherceg.

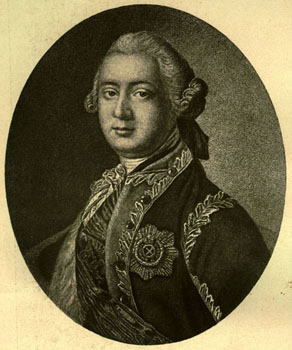
Alekszej Grigorjevics Razumovszkij

A cárnő tanácsadóinak nagy hatalma volt. Razumovszkijt, a cárnő állítólagos férjét nem érdekelte a politika, így ő nem játszott vezető szerepet. Alekszej Petrovics Besztuzsev-Rjumin és Ivan Ivanovics Suvalov rendelkezett a legnagyobb befolyással Erzsébet fölött. Suvalov nem töltött be semmilyen hivatalt sem, de hatalma volt a cárnő felett – ezért is nevezte őt el Voltaire „Oroszország Pompadourjának”.

### Reformok
1741-ben az ország pénzügyileg mélyponton volt, ezért csökkentették a köztisztviselők fizetését és 1744-ben népszámlálást rendeltek el, így találva újabb adófizetőket. Ivan Ivanovics Suvalov unokatestvére, Pjotr Suvalov 1750 elején eltörölte a fejadót, helyette viszont megemelte a behozott termékek vámját, így a kereskedelem is fellendült. Számos bankot hoztak létre, amelyek kölcsönöket adtak elsősorban a nemesek birtokainak fejlesztéséhez, valamint textil- és fémipari vállalkozásokhoz. A reformok javait elsősorban a nemesség élvezhette, mindamellett a jobbágyság intézménye is megerősödött Erzsébet uralma alatt.
Betiltották a 17 év alatti foglyok kínvallatását és a nők arccsonkítással járó büntetését. 1754-ben bizottság alakult egy új törvénykönyv létrehozására, amely azonban végül soha nem lépett életbe.

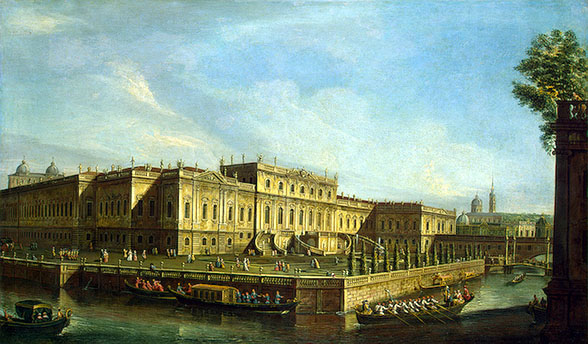
A Nyári Palota, amit 1797-ben I. Pál leromboltatott

A cárnő támogatta a művészeteket és az oktatás fejlesztését. Mihail Vasziljevics Lomonoszov, aki elsősorban csillagászként és vegyészként szerzett hírnevet, átszervezte a tudományos akadémiát és 1755-ben megalapította a moszkvai egyetemet. 1757-ben Ivan Suvalov segítségével létrejött a képzőművészeti akadémia. A cárnő barokk stílusban felépíttette a Nyári Palotát, valamint kibővíttette a Carszkoje Szeló-i Katalin-palotát. Felújították a Téli Palotát is; mindezt azért, hogy így szemléltessék Oroszország hatalmát a külföldiek előtt.

### Külpolitika
A cárnőt erős franciabarát csoport vette körül, azonban számos nemes, köztük Besztuzsev-Rjumin az angol kapcsolatokat tartotta értékesnek. Az 1741-ben elkezdődött Svédország elleni háború 1743-as lezárásaként Oroszország megszerezte Finnország délkeleti részét.
1740-ben II. Frigyes porosz király megszállta Sziléziát. Ez a lépés azonban azzal fenyegette Oroszországot, hogy csökkenti közép-európai befolyását. Franciaország, Spanyolország és Bajorország megtámadták a Habsburg Birodalmat, melynek trónjára éppen akkor lépett a fiatal Mária Terézia. Nagy-Britannia az osztrákok mellé állt, ám mindkét fél igyekezett megszerezni az oroszok támogatását.
Az időközben a külügyi kollégium kancellárjává lett Besztuzsev-Rjumin nyomására 1742-ben Erzsébet megújította az angolokkal kötött barátsági szerződést, de mivel félt Oroszországot belekeverni egy háborúba, ezért a külügyi kollégium alkancellári tisztségét a franciabarát Mihail Voronkovnak adta.
1746-ban Oroszország és Ausztria titkos szerződést kötöttek a poroszok és a törökök ellen. 1748-ban az oroszok beléptek a háborúba, mivel az angolok anyagi támogatást ígértek. A Rajna felé haladó orosz csapatok békekötésre kényszerítették a franciákat 1748 októberében. Oroszország nem vehetett részt a béketárgyalásokban, mert csapatai valójában nem avatkoztak bele a harcokba, ráadásul Anglia sem adta meg az ígért támogatást.

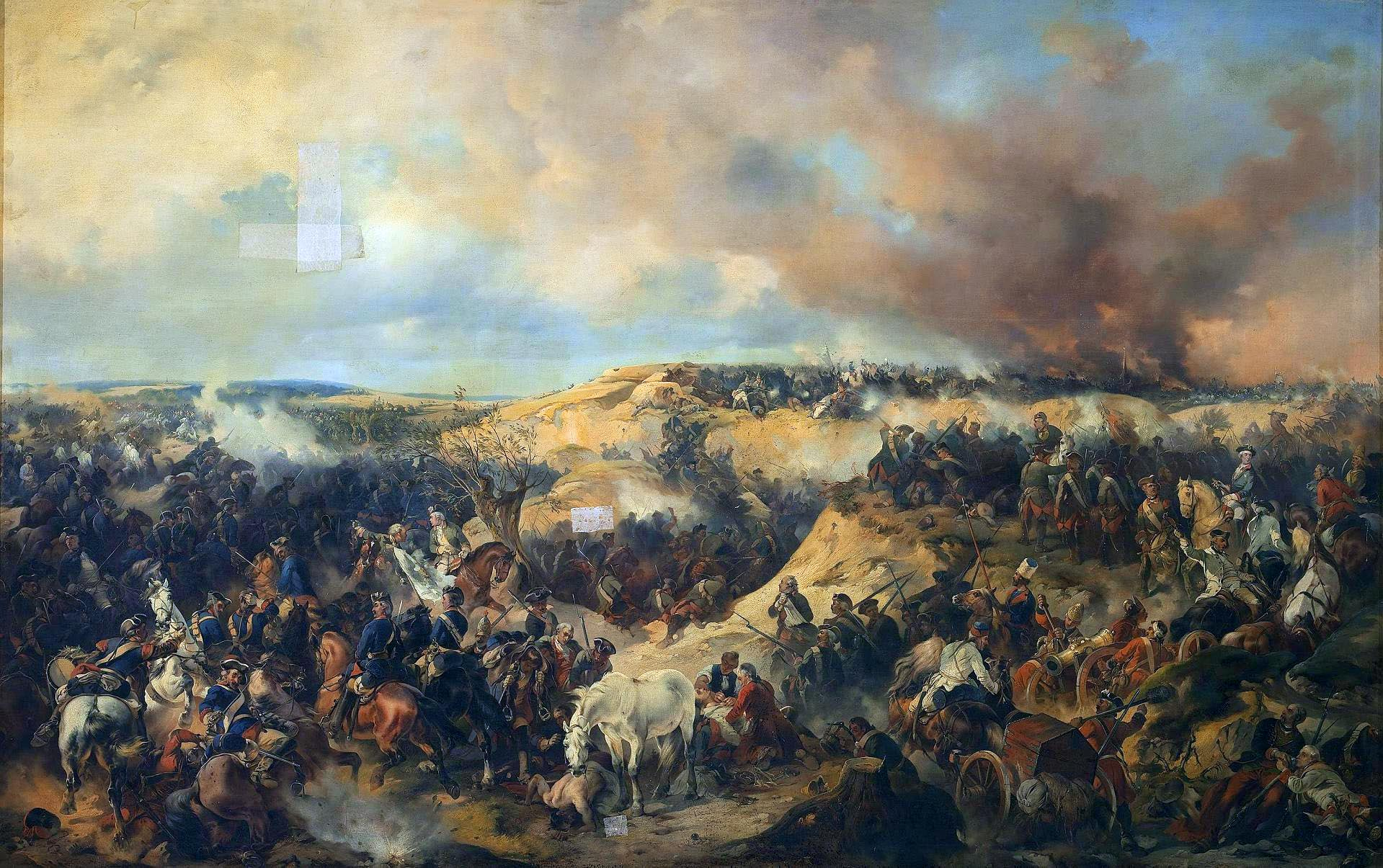
A kunersdorfi csata a hétéves háború során (1759)

1756-ban Szászországot megszállták a poroszok. Válaszul az oroszok szövetségre léptek a franciákkal és az osztrákokkal; illetve hadat üzentek Poroszországnak. A hadsereg élére Aprakszin tábornagyot nevezték ki, akinek vezetésével az orosz csapatok 1757 nyarán megszállták Poroszországot. Az altábornagy ennek ellenére gondosan ügyelt arra, hogy ne keveredjen nagyobb összecsapásokba a poroszokkal, mivel Erzsébet ekkor már súlyos beteg volt, utódja, Péter cárevics pedig nagy poroszbarát hírében állt. Aprakszint végül elbocsátották, mivel nem használta ki az orosz csapatok fölényét. Utódjai Fermor és Szaltikov tábornokok lettek, akik nem arattak döntő győzelmeket. Később Szaltikov helyére Erzsébet korábbi szeretője, Alekszandr Buturlin került. 1760 szeptemberében az orosz és osztrák haderők a magyar Hadik András vezetésével elfoglalták Berlint; Poroszország tulajdonképpen elvesztette a háborút.

## Magánélet és trónutódlás
Erzsébet cárnőt szép, vidám embernek írták le. A cárnő gyakran rendezett bálokat, szerette a zenét és a táncot, ugyanakkor híres volt lustaságáról is. II. Katalin szerint „szépsége és lustasága sokat ártott a jellemének”. Ő maga döntötte el, hogy mi legyen a divat, ennek megfelelően pedig több ezer ruhája volt. Előszeretettel tartott jelmezbálokat, ahol rendszerint holland tengerésznek öltözött.
A cárnő kedvelte unokaöccsét, Pavel Petrovics nagyherceget, azonban ellenszenvvel viseltetett örököse, Péter cárevics irányába. Amikor Erzsébet 1756 júniusában szélütést kapott, a cárevics felesége rögtön arról kezdett tárgyalni az angol követtel és Besztuzsev-Rjuminnal, hogy miként szerezhetné meg a hatalmat Erzsébet halála után.
1757-ben a cárnő újabb szélütést kapott, így a trónutódlás kérdése mind fontosabbá vált. Katalint, a cárevics feleségét összeesküvéssel vádolták meg, azonban ő ártatlannak vallotta magát. 1761 telére a cárnő már nagyon beteg volt, alig tudott járni. 1762. január 5-én (a régi naptár szerint 1761. december 25-én) megint szélütés érte, és meghalt. Utódja Péter cárevics lett, III. Péterként, akit néhány hónapnyi uralkodás után felesége letett a trónról, aki ezután II. Katalin (az utókor által ráragasztott nevén: Nagy Katalin) néven Oroszország császárnője lett.

## Galéria

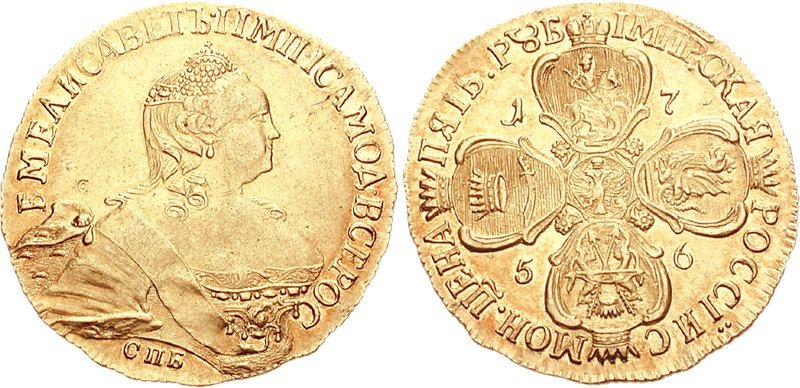
Erzsébet cárnő 1756-os, idős portrés arany 5 rubeles érméje. Előoldali felirataː БМ ЕЛИСАВЕТЪ•І•ІМП•І•САМОД•ВСЕРОС - Erzsébet, Isten kegyelméből császárnő és Oroszország egyeduralkodója. Hátoldali felirataː ІМПР.СКАЯ РОССЇИ С МОН. ЦЕНА ПЯТЬ РУБ - Orosz Birodalom, 5 rubel érték.